# Aphanogmus claviartus
Aphanogmus claviartus is een vliesvleugelig insect uit de familie van de Ceraphronidae. De wetenschappelijke naam van de soort is voor het eerst geldig gepubliceerd in 1983 door Alekseev.